# Émile Artus Boeswillwald
Ne pas confondre avec Émile Boeswillwald (1815-1896).
Pour les articles homonymes, voir Boeswillwald.

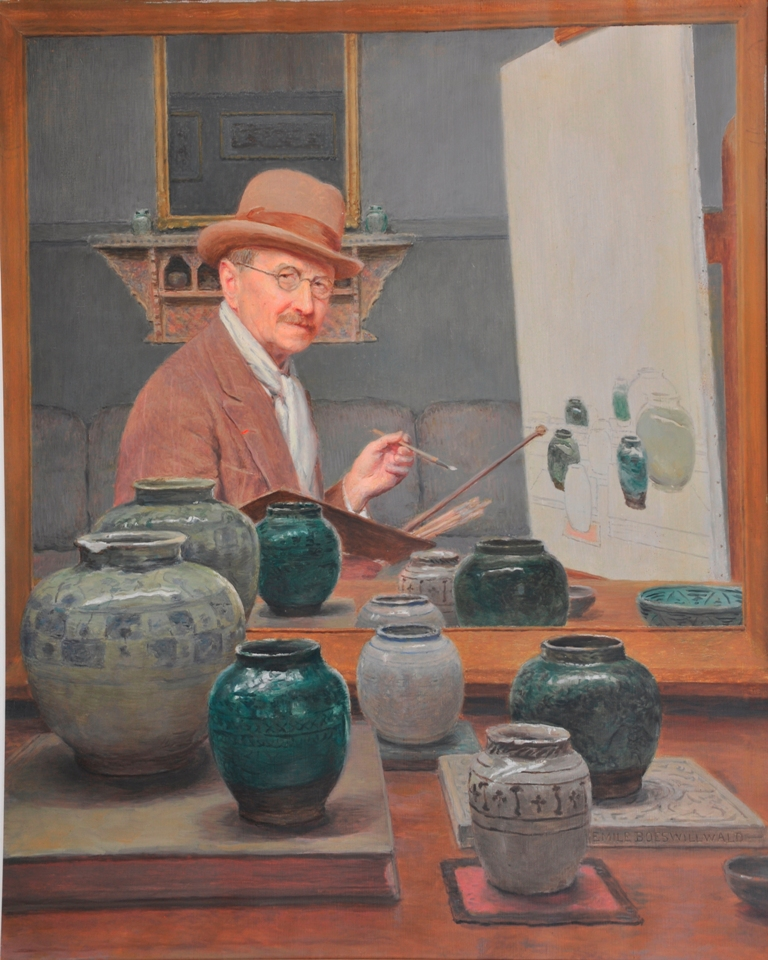
Emile Boeswillwald (1873-1935), Autoportrait aux pots persans, 1934, huile sur toile, H. 92.1 cm x L. 73,5 cm, musée Camille Claudel, Nogent-sur-Seine, inv. 1982.2, don de la Famille Lenfant-Hucher en 1982, cliché Yves Bourel

Émile Artus Boeswillwald est un peintre français né le 2 février 1873 et mort le 20 mars 1935.

## Biographie
Fils de l'architecte Paul Boeswillwald et petit-fils de l'architecte Émile Boeswillwald, Émile Artus Boeswillwald est l'élève de Léon Bonnat. Son œuvre peint est principalement conservé au musée Camille-Claudel de Nogent-sur-Seine.
Il épouse, le 11 novembre 1901, Marguerite Geoffroy (1881-1953), fille du sculpteur Adolphe Geoffroy (1844-1915) et petite fille du sculpteur Victor Geoffroy-Dechaume (1816-1892) et du peintre verrier Louis Steinheil (1814-1885).
Il participe au Salon des artistes français de 1895 à 1934 et y obtient en 1905 une médaille d'honneur puis en 1926 une médaille d'or avant d'être placé en hors-concours. Il est nommé Chevalier de la Légion d'Honneur par décret du 1er août 1928 sur proposition du ministère de l'Instruction publique.

## Œuvres conservées dans les musées
- Beaune, musée des Beaux-Arts : Faïences et tapis, don de Madame Boeswillwald en 1937.
- Cholet, musée d'Art et d'Histoire : Les Brumes, achat de l'Etat au Salon de 1899, dépôt du FNAC.
- Nogent-sur-Seine, musée Camille-Claudel : grâce à plusieurs dons et achats, ce musée possède un grand nombre d'œuvres de l'artiste.
  - Portrait de Paul Boeswillwald, 1895. Exposé au Salon de 1895.
  - Vingt-cinq ans après, à mes parents, 1898. Portrait de la famille du peintre réalisé pour les noces d'argent de ses parents. Exposé au Salon de 1898.
  - Portrait d'Hippolyte Fournier, 1900.
  - Portrait de Mademoiselle Geoffroy, 1901. Il s'agit de la future femme du peintre, Marguerite Geoffroy. Exposé au Salon de 1901.
  - Le Jour des pauvres, 1905. Ce tableau témoigne de la persistance de l'influence de la peinture espagnole du XVIIe au début du XXe siècle. Exposé au Salon de 1905.
  - Le Jour des pauvres, étude, vers 1905.
  - Le Jardinier Louis Gabut, 1906. Exposé au Salon de 1906.
  - Deux hussards au tir, 1907.
  - Les Militaires ou Au Cantonnement pendant les manœuvres, 1908. Sont représentés, entre autres, le capitaine Hucher, le lieutenant Renouard[b], le capitaine Jean Renouard[c], le lieutenant Louis Boeswillwald[d], le capitaine Georges Renouard[e]. Exposé au Salon de 1908.
  - Portrait de femme à coiffe alsacienne, 1908.
  - Garde cercle de Tombouctou, 1912.
  - La prière, 1913. La sœur du peintre et son fils Paul-André Hucher dans l'église de Nogent-sur-Seine. Exposé au Salon de 1913.
  - Dans le Hodh Saharien, 1914. Le capitaine Louis-Ernest Boeswillwald de l'armée d'Afrique, frère du peintre, et son goum maure. Exposé au Salon de 1914.
  - Intimité, 1923. Marguerite Boeswillwald, épouse du peintre, et sa nièce Françoise Hucher devant un paravent en laque. Exposé au Salon de 1923.
  - Vases persans et broderie persane, 1929. Exposé au Salon de 1929.
  - Le Nouveau venu, 1930. Marguerite Boeswillwald, épouse du peintre, vue de dos, admirant un vase persan devant une vitrine. Exposé au Salon de 1930.
  - Portrait de Marguerite Boeswillwald, 1933.
  - Nature morte, vases et poignard, 1934.
  - Autoportrait aux pots persans, 1934. Exposé au Salon de 1934.
  - La Serranita, vers 1934.
  - Baie de Naples.
  - Carnet de dessins.
  - Etude d'ange.
  - Etude d'ange.
  - Etude, Danse des nymphes.
  - Jeune fille sur un banc.
  - Les Ambassadeurs.
  - Nature morte.
  - Nature morte.
  - Nature morte aux pots persans.
  - Nymphes et écureuil.
  - Portrait de femme.
  - Portrait de femme au missel.
  - Portrait de femme de profil.
  - Portrait de Paul Boeswillwald.
  - Scène antique.
- Pont-Audemer, musée Alfred-Canel : Travesti, nièce de l'artiste déguisée en garçon du XVIIIe siècle, 1920.
- Troyes, musée des Beaux-Arts : Pots persans, acquis de Madame Boeswillwald par la Société académique de l'Aube pour être donné au musée.